# サンワーキン川
サンワーキン川（サンワーキンがわ、英: San Joaquin River[ˈsæn wɑːˈkiːn]、日本語では「サンホアキン」とも表記されるが現地の発音は「サンワーキン」のほうが近い）はアメリカ合衆国カリフォルニア州を流れる、中部カリフォルニアで最も長い川である。
589㎞の長さを誇る川はシエラネバダ山脈から始まり、サンホアキン・バレー北部の豊かな農業地帯を流れ、サスーン湾、サンフランシスコ湾を通過し太平洋に注ぐ。
灌漑の水源として重要なだけでなく、緑の回廊にもなっている。サンワーキン川はカリフォルニア州を流れる川の中では最も多くのダムがあり、また流路変更も幾度となく行われた。
サンホアキン・バレーには8,000年以上前から人々が住み着いており、先コロンブス期のカリフォルニアでは長きにわたって人口が集中していた場所の一つであった。18世紀後半から、主にスペイン人とアメリカ人の多くの探検家、次いで開拓者がサンワーキン川流域に押し寄せ、先住民を搾取、排斥した。
新たにやってきた人々は流域の豊かな天然資源・水資源を占有し、農場や都市で利用したが、彼らは洪水や干ばつに悩まされた。サンホアキン・バレーは平坦な地形をしているために、いったん洪水が起こると下流部は広大な内海と化す。
20世紀、多くの堤防、ダムがサンワーキン川やその支流に建設された。これらの土木工事は川の不安定な環境を変え、トゥーレアリ湖はサンワーキン川流域から切り離された。かつては数百から数千のサーモンが産卵し、数百万羽の渡り鳥もやって来たが、川から大量の水を水路や運河に供給したことにより、水量は20世紀から劇的に減少してしまった。

## 名前の由来
サンワーキン川は様々な名前で呼ばれてきた。現在の名前で呼ばれるようになったのは1805年～1808年に遡る。当時、スペイン人の探検家ガブリエル・モラガがミッション・サンノゼの東方で伝道所を作ることができる場所を探していた。モラガは川の支流（どの支流かは不明）をアンナの夫でマリアの父である聖ヨアキムからとって名付けた。モラガ選んだこの名前は、1810年頃には川全体の名前として使われるようになった
。
1827年、ジェデッドアイア・スミスは日記に、あるインディアンのグループはこの川を「Peticutry」と呼んだ、と記した。これはアメリカ地質調査所や地名情報システムでは公式な異名として挙げられている。
モノ語では「typici h huu'」と呼ばれ、「重要な、または偉大な川」という意味である。
サンワーキン川下流の初期の名前はリオ・デ・サンフランシスコであった。この名前はスペイン軍人のペドロ・ファヘスが率いた探検隊に同行していたフアン・クレスピ神父が、サクラメント・サンワーキン・デルタの南から流れてくる川に名付けた。彼は見晴らしのよい場所から川を眺めたが、それは現在のサンフランシスコの背後にある丘の上だった。リオ・サン・ファン・バウティスタも初期の別名であるが、その由来は分かっていない。

## 流路
川の源流はアンセル・アダムス原野である。シエラネバダ山脈中部～南部で3本の大きな支流が合流する。中支流（Middle Fork）は標高約3,000ｍのサウザンドアイランド湖から流れ出る。北支流（North Fork）はライエル山の2.9㎞南が源流である。南支流（South Fork）はキングズ・キャニオン国立公園内のフローレンス湖、マーサ湖から流れる。普通は中支流が本流の一部だと考えられる。サンワーキン川が山がちな源流部から標高の低い丘陵部を流れる間に、4つの水力発電のためのダムがある。川が丘陵部から平地に出るあたり、かつてミラートンの町があった場所には1942年にフライアントダムが完成し、ミラートン湖を形成している。
フライアントダムより下流では、サンワーキン川はセントラルバレーの南部を占めるサンホアキン・バレーを南西から西に流れ、フレズノの北を通過する。この辺りからメンドータまでの97㎞は川の水の大半が水路に回されるために、しばしば水無川となる。メンドータ付近ではデルタ・メンドータ運河やフレズノ沼地からの水によって川が満たされる。サンワーキン川はメンドータから下流では北西に流路をとり、多くの天然、または人工の水路を通過していく。ドス・パロスの北東でフレズノ川、チャウチラ川が合流する。さらに約80㎞下流では、マーセド川が合流する。ドス・パロス付近のSporobolus airoides、Eryngium racemosumなどの草原と湿地はオナガガモ、コガモ、ハシビロガモ、オオホシハジロなどのカモ類、ヒメハマシギ、ハマシギ、オオハシシギなどの渉禽類およびカナダヅル、エビ、オオガーターヘビなどの生息地で、2005年にラムサール条約登録地となった。
川の大部分はのどかな田園地帯の低地を流れている。川が蛇行しているために、サンホアキン・バレーの大半は何とか都市化から逃れてきた。モデストの約18㎞西で、サンワーキン川最大の支流であるトゥオルミ川が合流する。ヴァーナリス付近でも大きな支流の一つであるスタニスラウス川が合流する。マンテカやトレーシーを通り、サクラメント・サンワーキン川デルタのすぐ上流部で、オールド川とミドル川の2つの川が本流から離れ分流する。
河口から約64㎞まで来ると、流域でも有数の規模の都市であるストックトンの西縁部を通る。ここから河口までは航行維持事業（Stockton Deep Water Ship Channel）の一部として浚渫が行われている。満潮汀線より下流では三角州が作り出した多くの島の間を通り、カラベラス川、モケルミ川が合流する。サクラメント川との合流部手前、アンティオックでは、川幅は約1,500ｍまで広がる。川は最終的にサスーン湾へと注ぐ。サクラメント川と合流した後はカルキネス海峡を抜け、サンフランシスコ湾から太平洋へと注ぐ。

### 流量
農業が発展する前のサンワーキン川の年間平均流量は600万～790万エーカーフィート（74億～97億 m3）、毎秒240～310 m3と考えられている。以前には1400万エーカーフィート（173億m3）、毎秒550 m3以上と推計されている。
サンワーキン川にはフレズノ川、チャウチラ川、マーセド川、トゥオルミ川、マリポサ川等、沖積平野を自由に流れる多くの支流がある。川の主要な支流は全てシエラネバダ山脈が源流である。海岸山脈からの川の流れは断続的で、サンワーキン川の本流にはわずかな水量しか流れ込まない。
冬から春、初夏にかけては嵐や雪解け水が川を満たす。ダムの建設や灌漑用水への転用が進む前、1914年のカリフォルニア州土木局による推計では、最も多い時で毎秒9,200 m3の流量があった。夏の終わりから秋にかけては、川の流量は少なくなる。歴史的には、トゥーレアリ湖からの地下水によって雨の少ない季節でも川の流れが維持されてきた。
現在、デルタ地帯より上流部のサンワーキン川の年間平均流量は約450万エーカーフィート（56億m3）、毎秒240～310 m3である
。
サスーン湾から126㎞上流、スタニスラウス川の合流部より4.2㎞下流にあるヴァーナリスにあるアメリカ地質調査所の観測所によれば、1924年から2011年のサンワーキン川の流量の平均は330万エーカーフィート（40億 m3）、毎秒128.1 m3であった。
最も流量が多かった年は1983年で1540万エーカーフィート（190億 m3）、毎秒603 m3、最も少なかったのは1977年で41.6万エーカーフィート（5.13億 m3）、毎秒16.3 m3であった。最大の流量を記録したのは1950年12月9日の毎秒2,200 m3、逆に最も少なかったのは1961年8月11日に記録した毎秒0.85 m3である。
| 単位: m3/s |     |       |     |     |     |    |    |    |      |    |    |
| 142        | 194 | 204.5 | 201 | 214 | 178 | 73 | 41 | 50 | 64.5 | 64 | 97 |

## 地質
地質学上では、サンワーキン川は大きく2つの部分に分けられる
。
フライアントダムより上流の156㎞は、岩がちなシエラネバダ山脈の急斜面を下る急流である。数百万年以上にわたって、サンワーキン川やその支流の上流部の山地では膨大な量の岩石や土砂が侵食されてきた。
シエラネバダ山脈の地下の大半は中生代（2億5,500万年前～6,600万年前）の花崗岩や変成岩で構成されている。さらに、サンワーキン川の支流の多くは金の「マザー・ロード（母なる鉱脈）」としても知られる変成火山岩の地域を横切っている
。
川の下流431㎞は、対照的に新生代（6,600万年前～現在）の沖積層を曲がりくねりながら流れ、極めて平坦なセントラルバレーを構成する。サンワーキン川下流には巨大な堆積物の層が基盤岩の上に厚さ9.7㎞～15.3㎞にわたって堆積しており、一般的には北に行くほど堆積層が厚くなる。
海岸山脈が形成される以前に、浸食作用によってシエラネバダ山脈から6,100m以上の土砂が堆積した 。
サンワーキン川やその支流の原型となった川は、この沖積平野を西へ流れ、堆積物を海成層の上へと運んでいた
。
北アメリカプレートと太平洋プレートの境界に沿って働く沈み込む力によって、400万年～200万年前に海岸山脈が隆起し、現在セントラルバレーとして知られる閉ざされた平原が形成され、サンワーキン川は現在の流路で海に注ぐことになった
。
透水性が高いために、サンワーキン川の地下にはアメリカ西部でも最大級の帯水層が広がっている。帯水層はサンワーキン川とトゥーレアリ湖の地下にあり、その量は約6億8600万エーカーフィート（8,460億m3）と推計され、そのうち約半分が汲み上げられ利用されてきた

。
帯水層には年間に160万エーカーフィート（20億m3）の水が流入しており、その大半は降水や灌漑用水から染み出してきた水である。

## 歴史

### 先住民
サンホアキン・バレーの南端で発見された出土品は、この地域に1万2,000年前～遅くとも5,000年前には人類が初めてこの地に到達したことを示している
。
2つの大きな部族のグループがあり、1つはサンホアキン・バレーの北端からサクラメント・サンワーキン・デルタに居住していたミウォク族、2つ目はヨクート族で、サンワーキン川流域の南部を中心に広く分布していた。
ヨーロッパ人がやってくる前は、サンワーキン川は肥沃な大地と広大な湿地の中を流れており、数年ごとに洪水が発生してはバレーの大部分を湖へと変えていた。バレーの最南部にはかつてアメリカ西部の淡水湖では最も面積が広かったトゥーレアリ湖があり、この湖は湿地や沼沢地を介してサンワーキン川に繋がっていた。
豊かな動植物に囲まれていたサンワーキン川流域は遊牧生活をする人々が立ち寄るだけでなく、生活する場所としても好まれた。先住民の大半は狩猟採集民で、豊かなこの地で自給自足の生活をしていた。18世紀のサンホアキン・バレーの人口は69,000人以上と推計され、北アメリカで最も先住民の人口が集中していた場所の一つであった
。

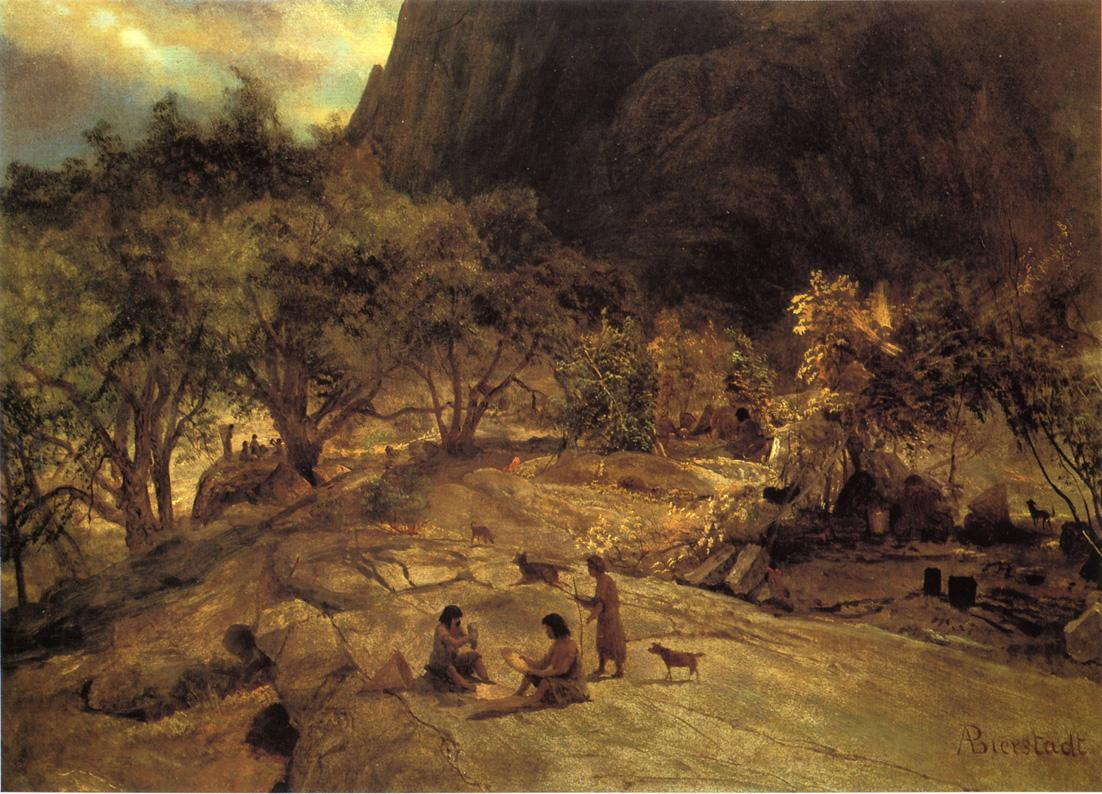
マリポサのインディアンの宿営（1872年アルバート・ビアスタット画）

サンワーキン川流域の先住民の大半で構成されていたヨクート族は、チャウチラ川からはるか南のカーン川にかけてのシエラネバダ山脈の山麓から流れ出る小川沿いで生活していた。山地の東側ではチュマシュ族やパイユート族に支配されており、一方西側の沼沢地には様々な先住民が暮らしていたが、恐らく定住者は少なく釣りや狩猟の良いスポットとなっていたであろう。
対照的に、ミウォク族はシエラネバダ山脈の中からマーセド川、Mokelumne川、サクラメント川支流のアメリカン川など北に広がり、さらにデルタ地域の西側にも広がっていた。サンワーキン川流域のミウォク族の大半にはシエラ・ミウォク族という名前が付けられた。
サンワーキン川やその流域の川沿いの人々は小さなバンドや部族に分かれて暮らしていたが、それぞれに特徴的な名前はなかった。集落は小さく、キャンプ程度の大きさが普通で、100人以上の住民が集まっていたことは稀だった。ミウォク族は集落から数マイル以上移動することはほとんどなく、集落の住民は近隣の村より外側についての知識に乏しかった。
サンホアキン・バレーの住民の主食であるドングリからケーキなどが作られた。天然の花崗岩にドングリを押しつぶすという単純な手順でドングリは粉にされた 。

### スペイン、メキシコの影響
1772年、ペドロ・ファヘスは先住民でない者として初めてサンワーキン川を見たことを記録した。ファヘスと、彼に同行したフアン・クレスピ神父らは5月30日にサスーン湾近くのディアブロ山に到達し、サクラメント川、サンワーキン川、Mokelumne川の流路をじっくりと眺めた。
他の物語ではファヘスの名前については言及されていないが、クレスピは1772年にサスーン湾に到達したうちの一人だと言われている。この遠征中において、クレスピはサンワーキン川を「エル・リオ・デ・サンフランシスコ」と呼んだ。この名称は広く使われることはなかったが、19世紀初期までは残っていた。

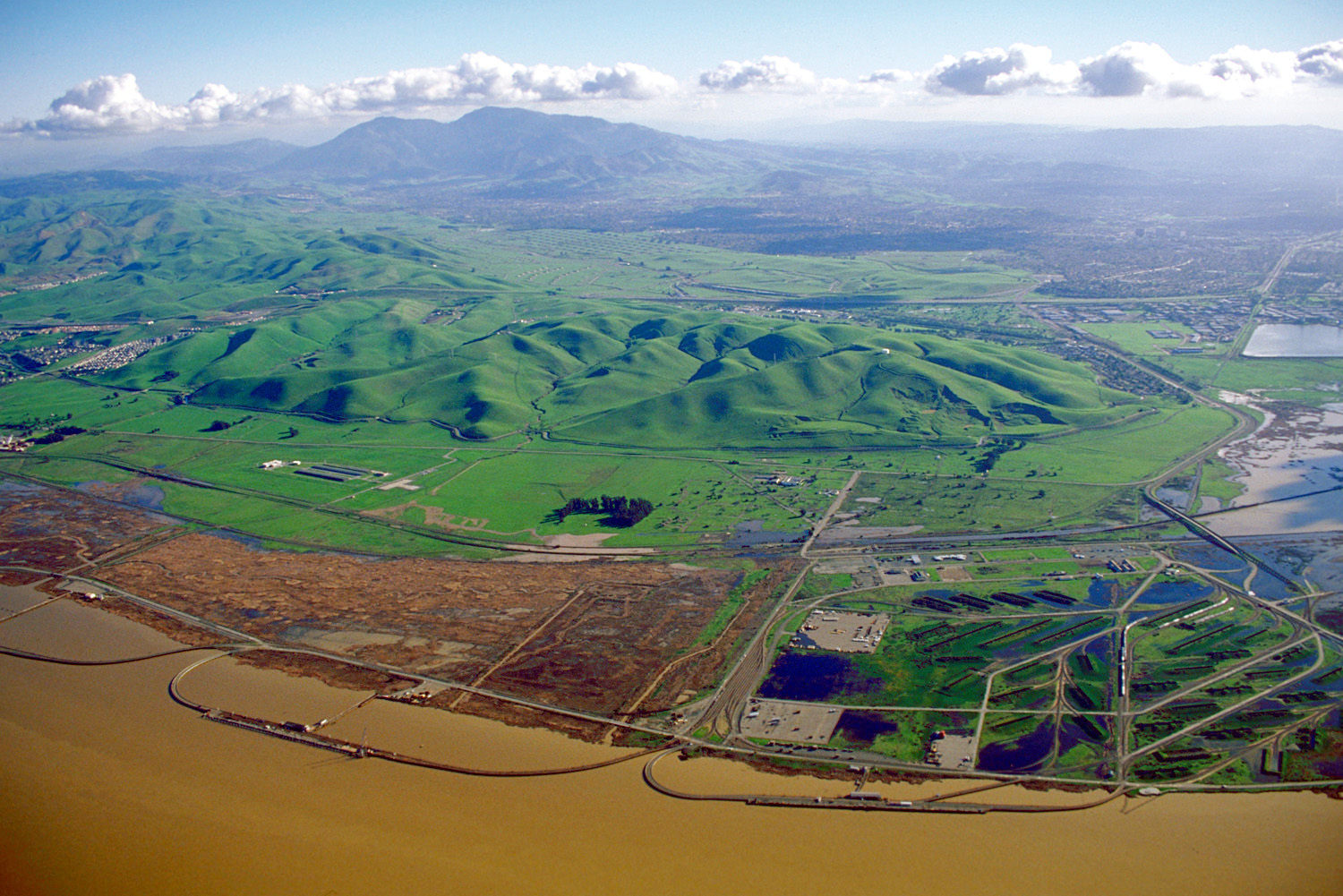
フアン・クレスピが1772年にサクラメント・サンワーキン・デルタを眺めたディアブロ山（奥に見える山）。手前はサスーン湾

1772年の秋、ファヘスはスペイン軍の脱走兵を追いかけてミッション・サンルイスオビスポ・デ・トロサから出発し、現在は州間高速道路5号線が通っているテホン峠を通過してテハチャピ山地を越え、東から北へと向かった。
山地を越えた後、彼はサンホアキン・バレー南端にブエナビスタ湖を見つけた。しかしながら、彼はさらに北へと足を進めることはなく、従ってサンワーキン川の本流のさらなる探索はしていなかったということになる
。
サンワーキン川流域に大きく残されていた未知の場所には、1806年にスペインの探検家ガブリレル・モラガが初めて訪れ、それに続き複数の探検隊が伝道所を建てられる場所を探しにやってきた。
モラガは現在のサンベニト郡にあったミッション・サンフアン・バウティスタを1806年9月21日に出発し、東のサンホアキン・バレーへ向かった。彼らはシエラネバダ山脈西側の山麓の周囲を巡り、多くの地名を命名した。この地名は現在でも使われている。1807年から1808年にかけて、モラガは再びサンホアキン・バレーに出発した。
このときに、彼は聖ヨアキムに因んで現在の川の名前を命名した。彼はまた多くの支流にも名前をつけた。
初期のサンホアキン・バレーへの探検隊において、当初はスペイン人と先住民との関係は友好的だった。しかし、先住民たちが慣れてくると、後にサンワーキン川流域にやってきたスペイン人を利用するようになった。早くも1807年には、モラガの探検隊が「一部の先住民は敵意を持っており、馬を盗もうとしている」と報告していた。
確かに、彼ら先住民は牛や馬を食料として盗み始めており、スペイン人はその報復としてキャンプや村落を燃やし、先住民の子供を伝道所で強制的に働かせていた。この対立は多大な文化的な損失をもたらし、双方の暴力は絶えずエスカレートし、明確な終わりは見えなかった。
19世紀初期、スペイン軍は頻繁にサンホアキン・バレーを急襲した。スペイン軍はヨクート族やミウォク族ら数百人の先住民を人質にとり、サンフアン・バウティスタ、サンノゼ、サンフランシスコ・デ・アシス等の近くの伝道所へ連行した。
戦闘や伝染病により、モラガが記述したサンワーキン川下流のまとまった24の村落を含め、サンホアキン・バレーの先住民はほとんど絶滅した。シエラネバダ山脈の山麓や高所で暮らしていた先住民はほとんど記述がされていないが、スペイン人に対抗していた。
ヨーロッパ人の強力な軍事力は先住民を彼らの故郷からはるか遠くへと押しやった。1821年にカリフォルニアがメキシコの一部となってからも、スペインの伝道所が世俗化され、この結果多くの奴隷化された先住民が解放されたにもかかわらず、状況は変わらなかった。
さらに、1820年にロサンゼルスとサンフランシスコ湾を結ぶエル・カミノ・ビエホがサンホアキン・バレーの西側に沿って開通し、バレーに定住者を引き入れた。メキシコ統治時代、サンホアキン・バレーにあった伝道所の土地は裕福な地主へ細分化され、メキシコ人とネイティブアメリカンとの対立がさらに深まった。
先住民の著名な指導者であったヨクト族のエスタニスラオは、1820年代後半にメキシコ人に対して暴動を起こしたが、最終的には1829年にスタニスラウス川で敗北した。今日のこの川の名前は彼からとられた。

### 初期のアメリカの時代
アメリカ人で初めてサンワーキン川を見たのは、おそらくマウンテンマンや罠漁師として有名だったジェデッドアイア・スミスと思われる。1826年、スミスは当時メキシコ政府の支配下地域であったカリフォルニアのミッション・サンガブリエル・アルカンヘルに到着した。このことは、カリフォルニアに外国人が入ることを禁じる法律に違反しており、彼はスパイ容疑で逮捕される可能性もあった。彼はサンホアキン・バレーの北部へ移動し、ビーバーを探した。
彼はこの地域の肥沃さと自然の美しさを記述し、また彼が通過した村で生活していたネイティブアメリカンは明らかに平和だったとも記した。彼の遠征はその後東に転じ、シエラネバダ山脈を越えようとした。キングス川とアメリカン川（サクラメント川の支流）を経由して山脈を越えようとしたが、このときは早春で雪がまだ深かった。最終的に、遠征隊はスタニスラウス川の谷に沿って山脈を越えた。これは白人が徒歩でシエラネバダ山脈を横断した初めての記録であった。
スミスの遠征隊がサンワーキン川またはその支流で金を発見していたかどうかは、いまだ議論がなされている。遠征隊の数人は金を確認していたが、スミス自身の日記では貴金属について一切言及されていない。
1830年代前半、太平洋岸北西部からサンホアキン・バレー南部を探検しにやってきた数人の罠漁師は、あわやのところで恐怖に出くわさずにすんだ。ヨーロッパ人から意図せずに持ち込まれた天然痘やマラリアによって、サンワーキン川の回廊地帯では1833年の夏の間だけで、全体の50～75％の先住民が死亡した。
この大流行はすぐには終わらず、数年続いて5万～6万人の先住民が死んだ後に急激に収束した。探検家のキット・カーソンは1839年に次のように記している。「...コレラ、またはその他の災難が彼らの間で大流行した。恐ろしい災難は猛威を振るい、彼らは死者を埋葬または火葬することもできず、空気は腐った身体の悪臭で満たされていた。」
カリフォルニアがメキシコの支配下にあった時代は人もまばらで、もっぱら牛の放牧が行われていた。ところが、1846年にカリフォルニアがメキシコから独立を勝ち取り、さらに数か月後にアメリカ合衆国の一部となってからは、アメリカ人の移住者がバレーに流れ込んできた。そのちょうど数年前では、ベンジャミン・デイビス・ワトソンは「牛の群れを彼のリバーサイド牧場からサンホアキン・バレーを通りストックトンまで運び、そこでは一人も白人を見なかったと報告した」。
しかしその後移民の数は少しずつ増えていき、キングストン、ミラートン、フレズノシティといった町が造られた。新たにやって来た人々の中にはサミュエル・ブラナンに率いられたモルモン教徒の集団もおり、サンワーキン川とスタニスラウス川の合流点付近に開拓地を設立し、ニューホープまたはサンワーキンシティと呼ばれた。
カリフォルニア・ゴールドラッシュが引き金となり、1848年には移民が殺到した。わずか1年以内でサンホアキン・バレーの人口は80,000人以上に膨らんだ。サンワーキン川下流のストックトンは、穏やかな田舎から盛んな交易の中心地や金鉱脈を目指す採掘者が立ち寄る場所へと急速に発展した。後にストックトン・ロサンゼルス・ロードとなるミラートン・ロードなど、粗末な道路がバレーの端から端まで広がった。サンワーキン川の河川舟運はすぐに重要な交通手段となった。
船の操縦者たちが「ジューン・ライズ」と呼んでいた時季は、雪解け水によりサンワーキン川が1年で最も水量が多くなるため、はるか上流のフレズノまで大型船が航行することができた。伝えられるところでは、ゴールドラッシュのピークの数年間、ストックトン付近の川は金鉱床に向かうために見捨てられた数百隻の外航船でいっぱいだったという。多数の動かない船は川を封鎖してしまったので、船の通り道を確保するために燃やされることもしばしばあった

。

### 灌漑の増加
ゴールドラッシュによってサンワーキン川流域には数万人が引き寄せられたが、金鉱床は数年で尽きて無くなり、サンワーキン川上流や支流で砂金が採鉱されるだけとなった。彼らのうち多くはサンホアキン・バレーに住み、ストックトン、フレズノ、ベーカーズフィールド等の町でその大半が暮らしたが、新たに開拓地を築いた者もいた。この開拓地のうち、サンワーキン川とスタニスラウス川の合流点付近にあったサンワーキンシティは、恐らくゴールドラッシュ最初期において最大の新興都市であったと考えられる。
1851年に設立されたこの町は、1880年に衰退するまでかなりの規模を維持した。その他に、規模はかなり小さいが特筆すべき開拓地としてはラス・フンタスがあり、現在のメンドータ付近にあった。これらの町は犯罪の温床で逃亡犯も数多くおり、悪名高い無法者のホアキン・マリエータやティブルシオ・バスケスも出入りしていた。1860年代半ば、サンワーキン川周辺は灌漑農業の導入によって、人類史上でかなり大きな変化を経験した。
早くも1863年には、フレズノ南東のセンタービル地域で小規模な灌漑用水路が建設されたが、その後の洪水で破壊された。地域の小さなインフラでは脆弱性があったため、水路の建設・維持を担う灌漑地区が組織された。灌漑地区はマーセド川に取水ダムを建設し、現在も水路に水を送り続けている。
1873年に設立されたカーン郡土地・水会社は1873年に投機家のジェームズ・ベン・アリ・ハギンによって設立された。水路システムによって16万ヘクタール以上の農地を供給した。しかし、ハギンは河川利用権を巡って他の地主とすぐに対立した。地区が広がるにつれて、積立金を増やし、工学的な専門知識を獲得し、ダムやより大規模な水路を建設した。この結果、川は下流に到達する前に干上がってしまい、どの程度水を割り当てるかについて下流の地主との間で意見が対立した。
ハギンのケースでは、ヘンリー・ミラーとチャールズ・ラックスによって経営されていたミラー&ラックス社との間に問題が発生した。同社はサンホアキン・バレー、トゥーレアリ湖など、カリフォルニアで40万ヘクタール以上の土地を所有していた。彼らの法廷闘争は結果としてサンワーキン川の水利権や法律を変え、大規模なアグリビジネスが推進されることは無くなった。

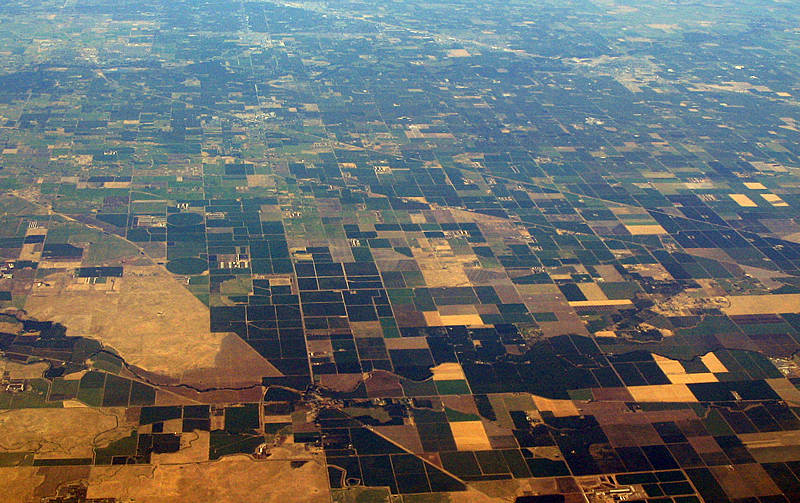
灌漑された農場の例。サンホアキン・バレー北部、トレーシーとマンテカの近郊。

ミラー&ラックス社は20世紀に入ってからもしばらく、バレーでのアグリビジネスに影響を与えた。同社は1858年からバレーの土地を獲得し始め、最終的には南はカーン川から北はチャウチラ川まで至る広大な帯状の土地を支配した。その土地の大半が沼地や湿地で、事実上価値は無いと考えられていた 。しかしながら、会社の巨大な資本は数千エーカーの土地を排水するほどの余裕があり、ついにはサンワーキン川とトゥーレアリ湖に隣接した湿地の95%を消滅させるという、大きな環境の変化をもたらした。
ヘンリー・ミラーは州での強力な政治権力を行使しており、サンホアキン・バレーの住民は彼を熱心に支援するか、または軽蔑するかのどちらかだった。ミラーは1916年に亡くなり、彼の会社にはサンホアキン・バレーの36万ヘクタールの土地と、十分に開発され、維持された数百マイルの灌漑用水路が遺された。ミラーの息子で灌漑の監督者だったトム・モットによれば、「ミラーは、この土地は水とうまく調和しなくてはどうにもならないと理解していた。恐らく他のどんな人よりも、ミラーはサンワーキン川に永続的な影響を与えただろう」。
早くも20世紀には、サンワーキン川や支流から多くの水が流用されていたために、川はもはや航行するには適さなくなっていた。この結果、商業的な航行は19世紀末から衰え始め、1911年には完全に消滅した。1900年には川に沿って14万ヘクタールの土地が灌漑されており、川や支流はとても細く、水深も浅くなっていった。自然環境や水の供給の持続可能性に多大な影響を及ぼし、州の水政策も大きく変わった。サンワーキン川とその支流ではありとあらゆる議論が巻き起こったようである。
川が原因となって引き起こした裁判は「最も激しく、長い訴訟のうちのいくつかであり、これまで裁判の進行を停滞させている。ほぼ間違いなく、アメリカで最も訴訟が多い川である」
と言われている。

## ダム・放水路

### 1900年代初頭、水力発電の発展
20世紀初頭まで、カリフォルニアでロサンゼルスより北の都市では急速に人口が増加し産業が発展したため、新たな電力の供給源を探していた。先見の明があった、鉄道王のヘンリー・ハンティントンと技術者のジョン・S・イーストウッドは、現在サザン・カリフォルニア・エジソンとして知られる電力会社を1902年に設立した。会社はミラー&ラックス社からサンワーキン川上流の水利権を獲得した。
同年、ハンティントンとイーストウッドは、ビッグ・クリーク水力発電プロジェクトという、サンワーキン川や支流の源流の水を活用した世界で最大級の水力発電システムとなり得る計画を考案した
。
水力発電施設の建設には、サンワーキン川本流にはマンモスプールダムとレディンジャーダム、さらに支流には4か所の貯水池も含まれており、合計で6億9000万m3の貯水量がある
。全部で8つのダムと地下トンネルがあり、最も長いものは6,600メートルの長さがある。発電所は9か所あり、発電能力は合計で1,014メガワットである。20世紀に段階的に建設され、最も新しい発電所は1987年に稼働を開始した。
1900年代初頭のサンワーキン川上流での水力発電の発展は、サザン・カリフォルニア・エジソンだけに限ったことではない。1910年、サンワーキン電力会社はサンワーキン川支流のウィロウ・クリークにダムを建設し、クレーン・バレー水力発電計画の一部としてバス湖を形成した。バス湖からの水は1917年に稼働したサンワーキン川の発電所に流用された。1919年にはさらに2か所の発電所が増設され、発電能力は28メガワットに増加した
。
クレーン・バレー計画とサンワーキン電力会社は1909年にサンワーキン・ライト・アンド・パワー社、1936年にはパシフィック・ガス・アンド・エレクトリック・カンパニー(PG&E)と次々に買収された。1920年、PG&Eのケルクホフス水力発電計画の一部として、ケルクホフスダムがビッグ・クリークから16㎞南西に完成した。当初はミラートン湖のケルクホフス第1発電所のみが稼働し、発電能力は38メガワットであった。後に155メガワットの発電能力を持つケルクホフス第2発電所が完成した
。

### ストックトン・シップ・チャネル
かつて、バレーの農業が発展する前、サンワーキン川は上流のフレズノまで蒸気船で遡ることができたが、次第に川は細く、流れも遅くなった。それに加え、このことは以前は川底から洗い流されていた沈泥が川に多く堆積し、さらに川の水深を浅くした。19世紀末、ストックトンは重要な海港であったが、海へと繋がるサンワーキン川が急速に沈泥で塞がれていき、次第に陸地に囲まれていった。
20世紀初頭、浚渫によって川の下流は最低限の水深を維持することが提案されたが、第一次世界大戦の勃発により中断された。1925年、市はストックトン港から下流の66㎞を浚渫するために130万ドルの公債を発行した。
1926年、ストックトンは連邦政府や州政府とともに資金を融資し合い、合計で820万ドルとなった。水路の建設は1928年から本格的に着手され、川幅や河床が広げられた 。この事業には蛇行した河川を直線的な流路にさせる河道整正も含まれ、かつての蛇行した流路は三日月湖として切り離された。川の全長は6.4㎞短くなり、水深は11ｍまで深くなった。川の水深を確保する事業は、他にも1968年と1982年に行われた。
ところが、この事業によりサンワーキン川下流における水中の酸素濃度が低下し、魚の数が減少するという予想外の事態がもたらされた。このことは、水深が浅いストックトン上流部から水深の深い水路への急激な形状の変化や、港や市街地からの汚染、潮汐混合の低下などの複合的な要因による結果だと考えられる
。

### 連邦政府、州のプロジェクト
早くも1870年代には、州や連邦政府の機関はセントラルバレーには水を輸送する大規模な計画が必要だと認識していた。1931年、カリフォルニア州はダムと運河の建設によって、サクラメント川から急速に水量が減少しているサンワーキン川へと水を輸送する、ステート・ウォーター・プランを考え出した。この計画はアメリカが世界恐慌に直面していたときにはまだ計画段階であり、州は設備を建設するための資金を調達することができなかった。
結果として、計画は連邦政府に引き継がれ、事業の担当はアメリカ陸軍工兵司令部と内務省土地改良局との間で何度か入れ替わった。最終的に1937年の河川港湾法で土地改良局に委任され、ニューディール政策の一部として事業が行われた。一連の大規模な建設事業は、数百万人の失業者に仕事を提供することを意図していた
。
サンワーキン川の主要なダムであるフライアントダムの建設は1937年に着工され、1942年に完成した。このダムは灌漑や洪水調節に役立っていたが、最大の目的はサンホアキン・バレーを北西に流れチャウチラ川に至るマデラ運河と、はるか南のトゥーレアリ湖に水を運び最終的にカーン川に至るフライアント・カーン運河に分水することであった。いずれも灌漑や上水道のための運河として、主に農業用に水を提供している

。
フライアントダムから供給された水はフレズノ郡、カーン郡、マデラ郡、トゥーレアリ郡の40万ヘクタールの農地を潤した
 。
フライアントダムからサンワーキン川の下流に分水される水量は、フライアントダムのすぐ下流の地域に水が供給される分を除けば、ほとんどの年でごくわずかにすぎない。
メンドータダムは、その規模の小ささにもかかわらず、灌漑するための水の配給の鍵となった。ダムは1871年に建設され、当初はサンホアキン・バレーの川沿いの低地を流れるメインリフト運河に分水していた。1951年、メンドータダムは、188㎞離れたサクラメント川の河口から、この地点では通常水量が少ないサンワーキン川へと毎秒130m3を輸送するという、土地改良局が計画したデルタ・メンドータ運河の終端となった
。
メンドータダムから供給された水は2つの目的地へと向かう。一方は別の小さな取水ダムのサックダムからサンワーキン川下流へ排水され、もう一方はキングス川から水が干上がるような乾燥した時期にフレズノ沼地へ流れる。後者は沼地から天然の水路を通り、トゥーレアリ湖と繋がっている。季節により水の流れる方向が変わり、雨量が多い時季は北のサンワーキン川へ、逆に乾燥した季節は南のトゥーレアリ湖へ流れる
。
フライアントダムをはじめ多くの洪水調節ダムがあるにもかかわらず、1950年代後半には大規模な洪水が発生し、深刻な被害を与えた。1944年洪水調節法では、洪水に備えるためにサンワーキン川の一部に沿った堤防の建設も含まれていたが、バレーの農家は完全には満足しなかった。数年にわたるロビー活動の後、州政府を説得して大規模な分水路、堤防による大規模な洪水調節システムを認めさせた。
この中心となるのはイーストサイド・バイパスで、サンワーキン川の東側を平行に流れることから名がついた。巨大な計画の着工は1959年で、完成したのは1966年であった。

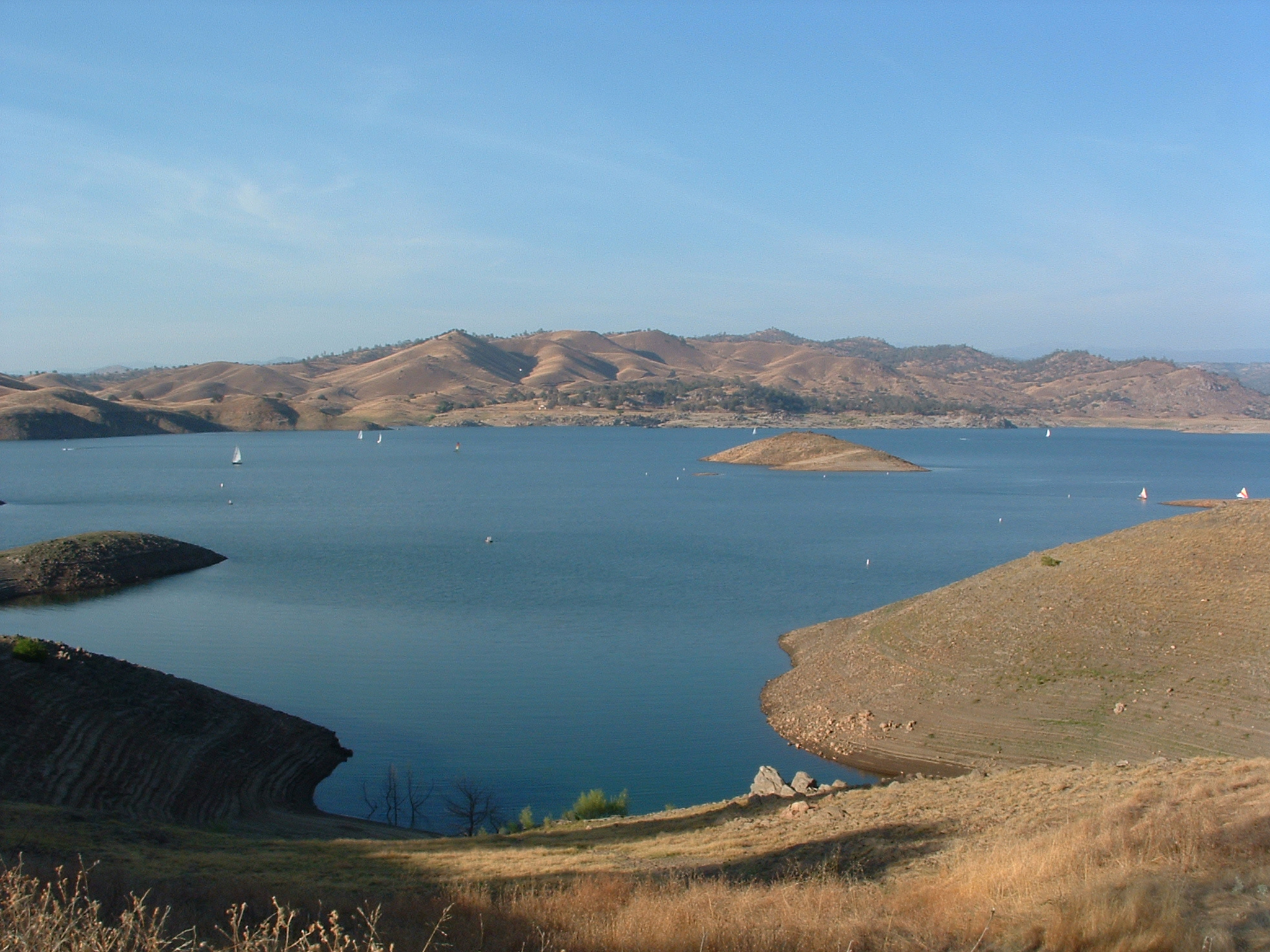
フライアンドダムのダム湖であるミラートン湖。サンワーキン川本流では最大である。

川のバイパス事業はチャウチラ運河バイパスから始まった。メンドータの数マイル上流で本流から分かれ、最大毎秒160m3を分水できた。その後フレズノ川と交差し、イーストサイド・バイパスと呼び名が変わる。さらに北西に流れ、ベレンダ沼地、アッシュ沼地、チャウチラ川、オーウェンズ川、ベア川など多くの支流と交差する。終端部近くでは、毎秒約520m3の水を流す容量がある。イーストサイド・バイパスはマーセド川との合流点のすぐ上流が終端である。
バイパス水路の堤防のほうがサンワーキン川本流の堤防よりもしっかりした造りになっており、そのためにバイパス水路に全ての水が分水され、サンワーキン川本流は所々で干上がることもある
。
フライアントダムによってせき止められて造られてたミラートン湖は64億2000万m3 というかなりの貯水量があるが、ドン・ペドロ湖やパインフラット湖といった他のサンワーキン川のダム湖と比較すると小さい。土地改良局とカリフォルニア水資源局は、フライアントダムの数マイル上流に新たなダムであるテンペランス・フラットダムの建設を計画している。計画では総工費は12億～35億ドル、堤高は203ｍ、貯水量は155億m3で、ミラートン湖のほぼ2倍の容量がある
。
ダムの建設により、洪水の調節、貯水量の増加、水力発電、乾燥した季節にも下流に多くの水を供給できることなど、計画の提案者は多くのメリットを言及している。貯水湖の水深が深いため、川の水温を低い状態で維持できるという利点もある。新たな貯水湖は25億7000万m3と推計される水を供給する
。
しかしながら、サンワーキン川上流にはマンモスプールダム、第6ダム、レディンジャーダム、ケルクホフスダム、フライアントダム、さらに支流にも多くのダムがあることで窮屈になっており、よほど雨量の多い年でなければ十分な水を供給することはできないと主張している。新たな貯水湖は釣りのスポットや歴史的な場所でもある急流を24㎞にわたって消滅させ、さらにビッグクリーク水力発電所が水没するために合計の発電量は減少する可能性もある
。
テンペランス・フラットダムはかなりの量の水の蒸発を引き起こすことになり、サンワーキン川がすでに水の供給で負担がかかっているところに、さらなる負荷をかけて水を満たす必要が生じる。

## 環境・生態系
数百年前、サンワーキン川は「カリフォルニア・プレーリー」、「カリフォルニア一年生草原」または「セントラルバレー草原」として広く知られている、草地と沼地が中心の地域を自由に流れていた。サンホアキン・バレー、トゥーレアリ湖、さらにサクラメント・バレー、シエラネバダ山麓、海岸山脈の草原では、バンチグラスの一種であるパープル・ニードルグラスが支配的であったと広く考えられている。現在、この植生群落はバレーの農業が発展したために孤立した小さな地域にしか残っていない。
かつてパープル・ニードルグラスが群生した場所は、その植物相の大半が一年生のライムギやカラスムギ類などの外来種へと変わっている
。外来種によって形成された植生群落は「バレー草原」と呼ばれることもあり、北はレディング付近から南はベーカーズフィールドに至るまで、セントラルバレーの至るところに広がっている。
サンワーキン川と草地、沼地は太平洋渡り鳥飛来経路（Pacific Flyway）に沿って飛来する渡り鳥が休息し、繁殖する場所を提供している
 。かつては、サンホアキン・バレー、とりわけ現在は干拓されているトゥーレアリ湖には数え切れないほどの渡り鳥が飛来した。「カナダガン、マガモ、ハクチョウ、ペリカン、ツル、コガモ、ダイシャクシギなど数百万羽の鳥が青い空を埋め尽くして暗くなり、耳をつんざくような羽音と鳴き声がした。
太陽を覆い隠すほどの巨大な鳥の大群が突然飛び立つのをどのように真似したらよいだろうか。初めて湖のそばでキャンプを張った白人は、貨物列車の轟音と鳥が飛び立つ音を比べただろう。」 歴史的には、草地、広い湿地・湖の縁はプロングホーン、ミュールジカ、テュールワピチといいた大型の草食動物、さらにキットギツネなどの肉食動物の生息地となっていた。これら全ての種は、彼らの生息地が耕地となったために生息数が劇的に減少してしまった。
人類の活動は、湿地の95%や元々は山麓部の川沿いに生息していたカリフォルニア・オークの森林、かつて湿地や湖の縁に多く自生していたトゥーリーも変えてしまった。サクラメント・サンワーキンデルタでは農業やインフラがかなり発展しているにもかかわらず、湿地や水たまりが豊富に残されている。19世紀以前、デルタ地帯には栄養分に富んだ泥炭、沖積層、曲がりくねった水路で構成された無数の島の地域であった。
この頃から、デルタ地帯の島の大半は耕作され、その結果最大7.6ｍも地盤沈下した場所もあった。川からの分水は塩分濃度を増加させ、かつてこの地域に生息していた魚類の数は減少した
。
世界自然保護基金の定義では、サンワーキン川流域はサクラメント・サンワーキン淡水生態系地域の一部であり、約40種の淡水魚を保護している。これらの中にはヤツメウナギ、チョウザメ、サンフィッシュ、ペルカ属、さらにサケ類やニジマスなどの回遊魚も含まれる。サクラメント川の上流がスネーク川と繋がっていた、地質学的には古代の頃、コロンビア川流域から下ってきた魚もいたと考えられている
 。最大で75%の種がサクラメント・サンワーキン川流域の固有種である。
最も古くから生息している魚の種族は、侵入した他の種に捕食されたりダムの建設のために打撃を受けている
。
1993年から1995年の研究では、サンワーキン川本流には主にファットヘッドミノー、レッドシャイナー、スレッドフィンシャッド、インランドシルバーサイドが生息しており、これらは全て外来種である。支流の下流部には主にオオクチバス、コクチバス、レッドイヤーサンフィッシュ、ホワイトキャットフィッシュが生息していた。一方で上流部には外来種のブラウントラウトも生息しているが、比較的多くの固有種が残っている
。
スタニスラウス郡の流域には、サンワーキン川国立野生生物保護区が設置されている。

### 汚染
サンワーキン川は、とりわけ下流ではアメリカで最も汚染された川の一つである。長年にわたる農薬や肥料の散布、また都市から流出した水は、川や支流においてセレン、フッ化物、硝酸塩などの化学物質の濃度を高めた。セレンはバレーの西側の土壌や海岸山脈から流出していると考えられている。さらに、サンワーキン川は灌漑によって洗い流されたミネラル分を多く含んだ水が原因となり、高い塩分濃度が慢性的に問題になっている。
放棄された鉱山からは有毒な酸性の排水が支流へと流出している。環境汚染が最も深刻なケスターソン貯水池は、農業廃水の処分場所と鳥獣保護区を兼ねている。当初、動植物は人工の湿地に生息していたが、1983年、着実に濃度が増加していた化学物質や有毒物質が原因で鳥類が死に、深刻な奇形も生じた。
その後数年で、カダヤシを除いた全ての魚類が死滅し、藻類は汚水の下で急速に増殖した
。
これらの事実はサンワーキン川の環境に悪影響を与えてきただけでなく、デルタ・メンドータ運河など、カリフォルニアの規模の大きな水路のほとんどにも汚染を引き起こした。

### サーモン
灌漑が発展する前、サンワーキン川や支流にはかつては春から夏、晩秋にかけたはチヌークサーモンを含む大量のタイヘイヨウサケ属が遡上していた。
カリフォルニア漁業狩猟局は1930年代に、年間約20万から50万匹の産卵期のサーモンが遡上していると推定した。しかし20世紀半ばまでには、川が縮小したことで約3,000～7,000匹に減少した。
サンワーキン川流域でのダムの建設は、源流に近い高山にあった産卵に適した場所のほぼ全てを奪った
 。
残された地域はサーモンにとって産卵には好ましくなかった。フライアントダムが建設される前の1944年、サンワーキン川は合計約6,000マイルにわたってサーモンの産卵に適した河床が広がっていたと考えられている。しかし、1993年にはわずか300マイルと推計された。
ダムなどの人工の構造物が下流に流れていた砂利をせき止めたため、産卵に適したサイズの砂利が補充されずに不足した。このために鮭の産卵に適した場所が大きく失われた。新たな砂利の補充がないと、強い川の流れによって産卵の場所となる砂利が磨かれ、そのため次第に砂利は小さくなっていった。小さくなった砂利は容易に下流に流されるようになり、サーモンが卵を埋めることができない大きな岩が残された。
より狭くなった産卵に適した河床にサーモンが押し寄せ、産卵場所が重なり合うようになった。このことは、メスが卵を産めるための産卵床を作る際に、既存のそれを掘り返すことになり、その結果すでにあった卵が殺され、または埋められてしまった。川の水温も産卵に影響を与えている。チヌークサーモンの遡上に最適な温度は春と秋の42°F（6 °C）～57°F（14°C）である。しかしながら、サンワーキン川回復プログラムの研究によれば、1年のうち77%は57°F（14°C）以上の水温であり、卵の異常や病気の率が高くなっている
。
ブルーギルやバス類などの肉食性の魚の侵入によってサーモンが捕食されたことも、生息数を減らす原因となった。サンワーキン川と支流のオールド川の分岐点は、多くの水路やデルタ地帯の湿地に分岐し、運河にも分水されるため、サーモンの移動にとって歴史的にボトルネックとなっていた。近年、カリフォルニア水資源局とカリフォルニア漁業狩猟局によって、オールド川との分岐点に石で仮の壁を設置し、サンワーキン川の本流に魚を誘導する事業がなされている。
2009年秋には、2,236匹のサーモンが産卵のために川に戻っていた。政府はカリフォルニア州北部・オレゴン州の沿岸部で、サーモンを釣ることを禁止した。近年は魚の孵化場の建設など、サンワーキン川や支流でサーモンの数を増やす取り組みが続けられている。
サーモンが川を遡る途中には多くのダムがあるにもかかわらず、2012年末にはフライアントダムでサーモンの産卵が確認された。

### 地下水の過剰揚水
農業のための大量の需要と、サンワーキン川の水量の不足のため、サンホアキン・バレーの帯水層が湛える豊富な地下水は19世紀後半から重要な灌漑用水の供給源となっていた。歴史的にみれば、表層水だけで必要な水をすべて供給できたが、バレーの農地が広がっていくにつれ、地下水をくみ上げるのが普通になっていった。新しい技術の導入により、さらに深く掘れるようになり、電動ポンプの設置により、地下水は川の水と比べて安く容易に得られるようになった。
セントラルバレー・プロジェクトによる、北カリフォルニアからの水の輸送があったことで、数年間は地下水の汲み上げが増えることが何とか避けられた。1977年の干ばつでしばらくの間水の供給が大幅に減少し、多くの農家は再び地下水の汲み上げをするようになった
。
地下水の汲み上げは1960年代にピークを迎え、年間約99億m3に達した。これは現在のサンワーキン川の水量の2倍以上で、セントラルバレーで汲み上げられる地下水の69.6%、アメリカ全体で汲み上げられる地下水の約14%にあたる。1970年の調査では、サンホアキン・バレーで13,000km2以上の面積の土地が30cm以上地盤沈下していた。
最も地盤が沈下したのはメンドータ付近のサンワーキン川が北に曲がる場所で、約8.5ｍも沈下した
。いくつかの場所では、地下水面が120ｍ以上も後退し、十分な地下水を得るためには深さ1,100ｍの井戸がなければならなかった
。
連邦政府のプロジェクトなどで新たな水資源が得られた後も、途方もない量の地下水が汲み上げられ続けた。1961年から2003年までで、サンホアキン・バレーでは約740億m3の帯水層が失われた。1960年代からは劇的に減少したにもかかわらず、未だに年間約19億m3が汲み上げられている。
地下水の汲み上げによって生じた地盤沈下は、デルタ地帯から沿岸部と南カリフォルニアへ導水するカリフォルニア導水路など、サンホアキン・バレーのインフラを脅かしている。地盤沈下は高速道路や電線にも損害を与えたほか、洪水の被害を受けやすくなった地域も生じている
。

### 復元のための努力
2009年、土地改良局は増水時以外には水の流れていない状態が続いている、合計約103㎞にわたるサンワーキン川の2つの区間を復元するために、放水を始めた
。
この2つの区間は、フライアントダムの下流からメンドータ貯水池までの区間と、取水ダムであるサックダムとマーセド川との合流点までの区間である。当初は毎秒9.9m3の水が流された。
川の流れが増加したことにより、ダム下流の川沿いに広がっていた乾燥した環境が回復しただけでなく、サンワーキン川上流域のサーモンの遡上を蘇らせるという最も重要な目的も達成した。しかしながら、サンワーキン川の流れを復元させたことで、セントラルバレー・プロジェクトのフライアント分水が12%～15%減少し
 、農家からは不満の声があがった。
サンワーキン川への多量の放水は、わずかな流れや汚染された流れも計算に入れれば合計246㎞の流れを復元させた。周囲の農場に散布された農薬や肥料による汚染も、水の流れが薄めてくれると期待されている。その後、強い川の流れは、カリフォルニアの3分の2の人々にとって水道の供給源となるサクラメント・サンワーキンデルタの塩分を含んだ水を洗い流すことに貢献するだろう
。
サンワーキン川の復元はアメリカでも最も規模の大きな試みの一つであり
、復元にかかる費用の合計は8億ドル～10億ドルに達するだろう。セントラルバレーの農家がおよそ3.3億ドルを負担する予定であり、残りの資金は州・連邦政府から提供される

。
現在は水のないトゥーレアリ湖に加え、サンワーキン川沿いの湿地を復元するための努力もされている。これには農地を元々の湿地や沼地に戻すというよりも、既存の湿地を浄化し、さらなる水の供給源を調達することが主に必要となる。湿地はスポンジのような役割をしており、増水時には洪水を吸収し、渇水期には溜まった水を放出することで洪水を調節していた。
肥料などに含まれる有毒物質をろ過するという効果もあり、サンワーキン川の良好な水質を保つためには重要であった。自然保護団体のダックス・アンリミテッドはサンホアキン・バレーで9,300ヘクタールの湿地や沼地を再生する事業を運営するため、北米湿地保全法の一部として2005年に100万ドルを受け取った
。

## 流域
サンワーキン川は中部カリフォルニアの約82,000km2の面積を流域に抱えており、これはサウスカロライナ州とほぼ同じ面積である。このうち約42,000km2（アッパー半島とほぼ同じ面積）はトゥーレアリ湖に注ぐ。
カリフォルニア州内のみを流れる川としては最も流域面積が広い川となっている。サンワーキン川の流域は大雑把にいえばサンホアキン・バレーと同義であり、東はシエラネバダ山脈、西は海岸山脈、南はテハチャピ山地が分水嶺である。
流域は主に南東から北西方向に、幅185㎞～451㎞で概ね太平洋と平行に広がっている。北はローダイ (カリフォルニア州)から南はベーカーズフィールド (カリフォルニア州)まで、州内の17の郡に流域は跨っている。

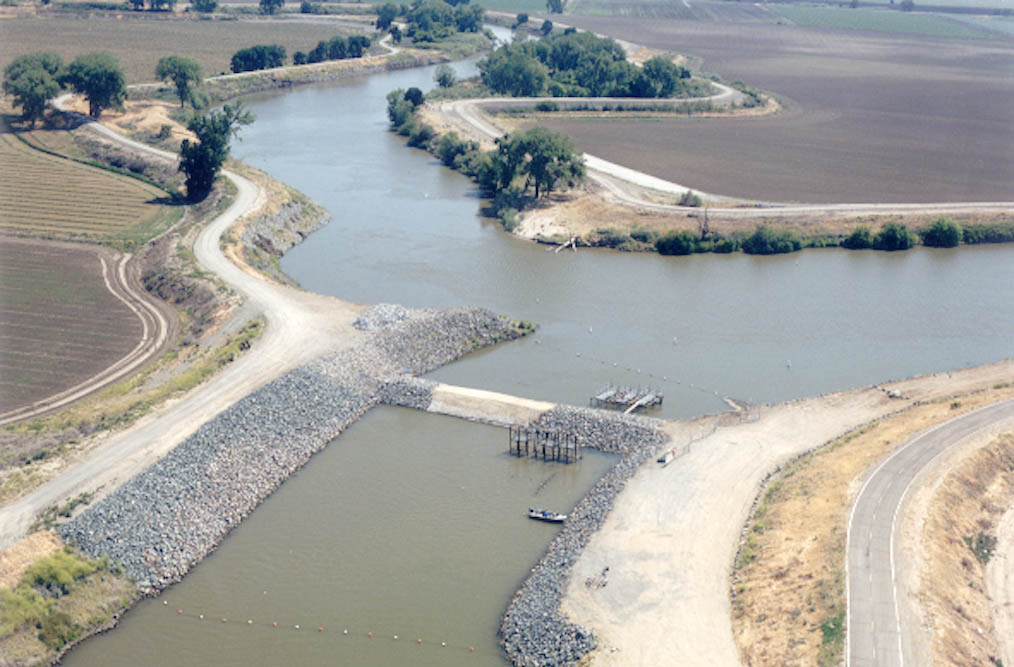
サンワーキン川下流、オールド川との分岐点

サンワーキン川流域の西側や北西側では太平洋に注ぐ川と流域を接している一方、その他の方向では、大半がグレートベースンなど内陸湖に流れ込む川と流域を接している。流域の北側にはサクラメント川が流れている。海岸山脈は西側を流れるパハロ川、サリナス川やカリッツォプレインとの分水嶺になっている。
南ではテハチャピ山地がサンホアキン・バレーとモハーヴェ砂漠を遮断している。東ではシエラネバダ山脈によって、サンワーキン川とグレートベースンの湖に注ぐカーソン川、ウォーカー川、オーエンズ川などの小河川とが隔てられている

。
サンワーキン川流域の経済的な基盤は、圧倒的に農業が主になっている。サンホアキン・バレーは世界で最も農業生産性の高いの一つだと考えられている
。アメリカで農業生産額の多い郡のトップ4は、全てサンワーキン川またはトゥーレアリ湖の流域に位置している
。4つの郡で生産される農作物は年間で合計126億ドル以上、バレー全体では144億ドル以上と推計される 。
バレーで生産されるおもな農作物は木綿であるが、他にもサンワーキン川やトゥーレアリ湖流域ではコメ、アーモンド、レタスなど200種類以上の農作物が栽培されている。畜産もバレーの主要な産業である 。
2009年時点で、サンワーキン川流域の人口は4,039,000人

で、このうちトゥーレアリ湖の流域を除くと約190万人である
。
最大の都市はバレーの南端部、カーン川沿いに位置するベーカーズフィールドで、以下フレズノ、ストックトン、モデストと続く。
その他の主要な都市としてはバイセイリア、トゥーレアリ、ハンフォード、ポータービル、マデラ、マーセド、ターロック、マンテカ、ローダイなどがある。
人口増加率はカリフォルニア州内でも最も高く、全米平均の2倍以上ある。サンワーキン川流域で人口増加率が最も高い郡はバレーの中央部に位置するマデラ郡で、1990年から2003年にかけて人口が51.5%増加した。主要な都市の多くは、バレー内の幹線道路であるカリフォルニア州道99号によって結ばれている。州間高速道路5号線はバレーの西側において主要な交通路となっている。
流域の土地は大部分が農地や森林で、低木林や半乾燥地域も広い面積を占めるほか、市街地の割合も増えてきている。灌漑された農地は流域の30%を占め、国有林や国立公園を含んだ森林の面積は26.8%を占める。市街地の割合は少なく、1.9%にすぎない。流域で人口が集中しているのは北部と南部であり、人口密度は川の西側より東側のほうが概して高い。
市街地の面積の割合は比較的少ないにもかかわらず、流域の人口の半分以上はフレズノ、ベーカーズフィールド、ストックトン、モデストの4大都市に集中している。

### 支流
サンワーキン川にはシエラネバダ山脈西部から7本の大きな支流が流入している。さらに、キングス川からも分流を通じてサンワーキン川に直接（季節的ではあるが）流れ込む。このうち、トゥオルミ川が支流の中で最も長く、流域面積も広く、流量も多い。マーセド川は長さと流域面積で2番目だが、Mokelumne川のほうが流量が多い。支流の多くは、灌漑用水に使われる前はもっと流量が多かった。例えばトゥオルミ川のかつての流量は現在より48%多かった。
| 川名             | 全長 | 流域面積 | 流量  | 脚注                  |
|                  | km   | km2      | m3/秒 |                       |
| ---------------- | ---- | -------- | ----- | --------------------- |
| Mokelumne川      | 153  | 4400     | 30    | [ 1 ] [ 117 ] [ 118 ] |
| カラベラス川     | 84   | 1200     | 6.4   | [ 119 ] [ 120 ]       |
| スタニスラウス川 | 154  | 2780     | 27.2  | [ 119 ]               |
| トゥオルミ川     | 240  | 5100     | 38    | [ 1 ] [ 121 ]         |
| マーセド川       | 233  | 4470     | 18.7  | [ 119 ] [ 122 ]       |
| チャウチラ川     | 87   | 660      | 2.8   | [ 119 ] [ 123 ]       |
| フレズノ川       | 109  | 830      | 3.1   | [ 124 ]               |
| キングス川       | 214  | 4380     | 64.8  | [ 1 ] [ 125 ]         |
| Kaweah川         | 95   | 1100     | 5.6   | [ 1 ] [ 2 ] [ 126 ]   |
| トゥーリー川     | 79   | 1100     | 5.6   | [ 2 ] [ 119 ] [ 127 ] |
| カーン川         | 264  | 9360     | 26.6  | [ 1 ] [ 2 ] [ 128 ]   |

※キングス川より下はトゥーレアリ湖の流域